# Lenocyathus lenaicus
Lenocyathus lenaicus (Zhurawleva, 1956) — вид археоціат, своєрідної групи вимерлих осілих тварин, що існували у кембрії. Це єдиний вид у монотиповій родині Lenocyathidae або належить до родини Nochoroicyathidae. Вид описаний з решток, що знайдені поблизу села Юдяй на півдні Якутії (Росія) у 1955 році. Згодом численні рештки знайдено у середньому басейні річки Лена. На честь річки і названо вид та рід Lenocyathus lenaicus.

## Опис
Одиночні організми. Кубки переважно конічні або циліндричні. Інтерваллюм заповнений або тільки радіальними стержнями, або тільки септами. Внутрішня стінка товстіша за зовнішню. Зовнішня стінка з багатопорими тумулами, внутрішня — з колінчатими або S-подібними порами. Дно бороздчасте. Перегородки з простими порами.